# Colossendeis avidus
Colossendeis avidus is een zeespin uit de familie Colossendeidae. De soort behoort tot het geslacht Colossendeis. Colossendeis avidus werd in 1970 voor het eerst wetenschappelijk beschreven door Pushkin. 